# Ken Kwek
Ken Kwek (7 de maio de 1979) é um roteirista, diretor e dramaturgo de Singapura. Seu compêndio de curtas-metragens, Sex.Violence.FamilyValues, foi proibido pelos governos de Singapura e da Malásia em 2012. Seu primeiro longa-metragem, Unlucky Plaza, estreou no Festival Internacional de Cinema de Toronto em 2014. Ele escreveu várias peças completas, incluindo o drama #MeToo, This Is What Happens To Pretty Girls, que foi encenado em Singapura em 2019.

## Carreira
Depois de se formar na Universidade de Cambridge em 2003, Kwek trabalhou como assistente de câmera em várias produções cinematográficas no Reino Unido. Durante esse tempo, ele também filmou e produziu The Ballad of Vicki and Jake, um documentário sobre uma viciada em heroína lutando para criar seu filho de 11 anos nos guetos de Bristol. O filme ganhou o prêmio de Melhor Revelação no Visions Du Reel Film Festival de 2006 na Suíça.
Em 2011, Kwek dirigiu um trio de curtas-metragens, Sex.Violence.FamilyValues. Os filmes componentes, Cartoons, Porn Masala e The Bouncer, foram selecionados para o Festival Internacional de Curtas Metragens de Miami, Festival de Cinema Independente do Hollywood Reel, Festival Internacional de Cinema Juvenil de Seul e Festival de Cinema Subterrâneo de Sydney, entre outros. Porn Masala ganhou o Audience Choice Award (Short Film) no Gotham Screen Film Festival e foi indicado para Melhor Comédia no Super Shorts Film Festival em Londres.
Em 2012, Sex.Violence.FamilyValues foi adquirido pela distribuidora Cathay, o primeiro filme omnibus de Singapura a ter um grande lançamento nos cinemas. No entanto, em 8 de outubro de 2012, apenas três dias antes do lançamento do filme, a Media Development Authority (MDA) de Singapura revogou a classificação M18 do filme e a baniu, citando reclamações públicas sobre o conteúdo "racialmente ofensivo" dos trailers do filme. A proibição desencadeou um debate sobre a censura no Parlamento de Singapura.
O primeiro longa-metragem de Kwek, Unlucky Plaza (2014) fez sua estreia mundial no Festival Internacional de Cinema de Toronto em setembro e abriu o Festival Internacional de Cinema de Singapura em dezembro. Em janeiro de 2016, o filme foi retirado do Festival Titian Budaya de Kuala Lumpur depois que os censores da Malásia solicitaram de oito a dez edições, incluindo suas cenas de sexo e linguagem. Unlucky Plaza estreou nos Estados Unidos no mesmo mês, tocando em Nova York e Los Angeles. O filme, que viajou para vários festivais de cinema, incluindo o Festival de Cinema de Varsóvia, o Festival Internacional de Cinema de Calcutá, o Festival Internacional de Cinema de Manhattan (onde Quizon ganhou o prêmio de Melhor Ator) e o Festival de Cinema de Teerã Jasmine (onde Kwek ganhou o prêmio de Melhor Diretor) , também foi lançado nas Filipinas.